# Cecile Rapol
Cecile Rapol (Roeselare, 23 januari 1938) is een Belgische feministe en politica voor de SP. Ze richtte onder meer het Vluchthuis in Roeselare op.

## Levensloop
Cecile Rapol groeide op in een groot gezin waar een opleiding voor de zonen en dochters hoog aanzien werd in een tijd dat dit nog niet de gewoonte was. Ze volgde onder meer lees in de Normaalschool van de zusters Ursulinen in Laken. Ze leerde er de wereld en cultuur van de grootstad kennen. Ze werd onderwijzeres, maar had moeite om met haar diploma uit Laken in het conservatieve West-Vlaanderen aan werk te geraken. Ze leerde er het onderwijs kennen als een mannenwereld, zelfs in meisjesscholen waar enkel meisjes en vrouwelijke leerkrachten waren. Bij de geboorte van haar oudste kind gaf ze haar vaste betrekking op.
Hoewel ze als huisvrouw financieel afhankelijk werd van haar echtgenoot, Nico Kindt, begon ze zicht steeds meer in te zetten voor de gelijke kansen voor mannen en vrouwen. In het begin van de jaren 1970 was ze een van de pioniers bij de oprichting van werkgroepen die voor gelijke kansen streden. Zo stond ze in haar thuisstad mee aan de wieg van de P.A.G. of Pluralistische Actiegroep Gelijke Kansen voor man en vrouw, waartoe ook Lut Vermeersch en Lieve Denys behoorden. Rapol stond in 1980 aan de wieg van het Roeselaarse Vrouwenhuis en de onpartijdige Werkgroep Emancipatie Beleid. Samen met deze organisaties ijverde ze voor een vrouwelijke schepen voor emancipatiezaken, stedelijke kinderopvang, een werkgroep huisvesting met aandacht voor alleenstaande vrouwen, vrouwelijke ambtenaars en diensthoofden, sociale veiligheid, meer vrouwen in de politieke organen, ... 
Vanuit het Vrouwenhuis richtte ze het Vluchthuis op, waar vrouwen in nood een veilig en anoniem onderkomen konden vinden. Rapol dwong door haar tomeloze inzet voor de emancipatie en sociale opvang van vrouwen in nood het respect van iedereen af, ook van de mannen. Uiteindelijk zette ze toch de stap naar de politiek. In 1994 werd ze tijdens de gemeenteraadsverkiezingen verkozen op de lijst van de SP, een partij die volgens haar voldoende vrouwen op de lijst had staan. Ze belandde in de oppositie. Na een legislatuur werd ze in 2000 herkozen, maar koos ze ervoor om haar mandaat af te staan ten voordele van haar zoon Henk Kindt die ook op de lijst stond. Henk Kindt zou in 2007 schepen in Roeselare worden. 
Rapol blijft zich tot op heden inzetten voor haar Vrouwenhuis en Vluchthuis. Ze is ook actief in andere liefdadigheidsorganisaties zoals De Graancirkel (voedselbedelingen) en de vzw Elim (steun aan vluchtelingen en asielzoekers). Tijdens de verkiezing van 'Het talent van Roeselare' of de grootste Roeselarenaar in 2013, werd zij 21ste.